# كتيبة المتطوعين الفنلندية التابعة لفافين إس إس
كتيبة المتطوعين الفنلندية التابعة لفافن- إس إس ( (بالألمانية: Finnisches Freiwilligen-Bataillon der Waffen-SS)‏ كتيبة مشاة آلية تابعة فافن إس إس الألمانية خلال الحرب العالمية الثانية. شُكلت من متطوعين فنلنديين وقاتلوا على الجبهة الشرقية كجزء من شعبة بانزر ويكن إس إس الخامسة. تم حل الوحدة في منتصف عام 1943 حيث انتهت مدة عاميين الإلزامية للمتطوعين وكانت الحكومة الفنلندية غير راغبة في السماح لمزيد من الرجال بالتطوع. خدم حوالي 1400 رجل في الكتيبة أثناء فترة وجودها.

## التاريخ العملياتي
جندت الحكومة الفنلندية رجالًا للخدمة في فافن إس إس لمدة عامين في أوائل عام 1941، على الرغم من أن المفاوضات حول التفاصيل استمرت حتى نهاية أبريل. وأدى ذلك إلى تأخير وصولهم حتى شهر أيار/مايو، وتم إرسال حوالي 400 رجل ممن لديهم خبرة عسكرية في الحرب الشتوية إلى شعبة بانزر ويكن إس إس الخامسة في منتصف يونيو حيث تم تفريقهم طوال فترة التكوين. تم احتجاز المتطوعين عديمي الخبرة للتدريب وتم تشكيلهم في كتيبة SS-Volunteer Northeast (بمحركات) ( (بالألمانية: SS-Freiwilligen-Battalion Nordost (mot.))‏ في 1 يونيو. بحلول نهاية الشهر، ضمت الكتيبة حوالي 1000 رجل. تم تغيير اسمها إلى كتيبة المتطوعين الفنلندية التابعة لفافن إس إس في 13 سبتمبر، ووصل متطوعون إضافيون خلال الأشهر القليلة القادمة لرفع قوامها إلى حوالي 1,180 رجل. تم إرسال الوحدة إلى الجبهة في بداية يناير 1942 حيث تم إرفاقها بفوج SS SS Regina في شعبة بانزر ويكن إس إس الخامسة، التي كانت بمثابة كتيبة ثالثة.  شاركت الكتيبة في معركة القوقاز في منتصف عام 1942 وما تلاها من معركة خاركوف الثالثة في أوائل عام 1943، بعد الهزيمة الألمانية خلال معركة ستالينغراد في أواخر عام 1942 أجبر الألمان على إخلاء القوقاز. [بحاجة لمصدر]

كان عالم الرياضيات رولف نيفانلينا رئيس لجنة الكتيبة التطوعية الفنلندية التابعة لفافن إس إس.   خدم 1408 رجل في الكتيبة أثناء فترة وجودها. فقدت الوحدة 255 رجلاً قُتلوا أثناء القتال، وأصيب 686 آخرون وفقد 14 خلال فترة عملها. 

## الحواشي
1. ↑  Ueberschär (1996), pp. 1072–73; Tessin (1980), pp. 89, 186
2. ↑  Lehto, Olli (2001). Korkeat maailmat. Rolf Nevanlinnan elämä [High Worlds. The life of Rolf Nevanlinna] (بالفنلندية). Otava. OCLC:58345155.
3. ↑  Kustannus, Atena (1991). Jatkosota Kronikka (بالفنلندية). Gummerus Kustannus Oy. p. 130. ISBN:951-20-3661-4.